# Департамент по икономически и социални въпроси на ООН
Департамент по икономически и социални на ООН (UN DESA) е служба при Секретариата на ООН, която отговаря за изпълнението на решенията на Обединените нации, както и за обслужване на органи на Общото събрание и Икономическия и социален съвет на ООН.
ДИСВ помага на държавите по цял свят да претворяват общите решения на организацията в областта на икономиката, социалното развитие и опазването на околната среда в националните си програми. Рекламира и подкрепя идеята за международно сътрудничество за развитието на всички държави.

## История
Департаментът е част от Секретариата на ООН, който се финансира чрез постоянни вноски на членки държави. Приема текущата си форма и роля през 1997 г. Начело на департамента от 1 август 2012 г. е Wu Hongbo от Китай. Централата на ДИСВ се намира в Ню Йорк, но има и база в Рим (Италия). През 2002 г. поради драстичното увеличение на задачите и увеличения брой конференции департаментът се уголемява значително.

## Мисия
Мисията на ДИСВ е да помага на държавите по света да се развиват, като се отделя повече време и работа за по-слабите. ДИСВ следи за изпълнението на задачите от правителствата на определени държави. Вниманието, което се отделя, за да се постигне икономически и социално равенство между държавите по света, е факторът, който придава уникалност на тази организация.

## Функции
ДИСВ работи в 2 сфери:
- Съставя и анализира обширни доклади с данни, които държавите членки могат да използват, за да идентифицират общи проблеми и да поправят недостатъците в държавите си.
- Съветва правителствата, които желаят, относно начините за претворяване на общите решения на организацията в националните си програми, за да подобрят икономиката и управлението на държавата им. Предоставя техническа помощ и повишава нивото на развитие.

## Работа с НПО
Отделът за неправителствени организации на ДИСВ има специален сайт, CSONet.org, който е главното място за неправителствените организации. ООН обслужва над 3400 НПО, които работят с организацията. Всяка година около 7000 представители на НПО участват в подобни срещи само в Ню Йорк.
Според CSONet.org, целите са следните:
- подкрепа за НПО: информира навреме за събития и възможности за работа заедно с ООН;
- интерпарламентарна помощ: Комитетът за НПО се събира два пъти годишно и обсъжда акредитацията на НПО към ООН;
- конферентна регистрация: чрез CSONet.org се улеснява участието на НПО в повечето процеси на територията на Обединените нации.